# Ernst Plassmann
Ernst Plassmann (* 12. April 1820 in Arnsberg; † 10. Januar 1876 in Hamm) war ein deutscher Jurist und Politiker.

## Leben
Seine Eltern waren Vincenz Ernst Plassmann, Besitzer des Gutes Allehof in Küntrop und Eleonore (geb. Brunswick). Er heiratete Ottilie Sommer, Tochter des Johann Friedrich Joseph Sommer („Westphalus eremita“). Ein Bruder war Johann Wilhelm Plassmann, der seit 1849 Mitglied des preußischen Abgeordnetenhauses war. Ein Sohn war Otto Plassmann, Oberbürgermeister in Paderborn. Ein weiterer war der Astronom Joseph Plassmann.
Plassmann studierte Rechtswissenschaften. Er war Staatsanwalt in Arnsberg und Brilon. Im Zuge des Kulturkampfes trat er aus dem Justizdienst freiwillig aus und war ab 1868 Rechtsanwalt und Notar in Hamm. Plassmann wurde 1861 im Wahlkreis Lippstadt-Arnsberg-Brilon in das preußische Abgeordnetenhaus gewählt. Er war Mitglied der katholischen Fraktion. Er gehörte dabei dem konservativen Flügel der Fraktion an und stimmte des Öfteren gegen die Mehrheit. Das Mandat verlor er bereits mit den Wahlen 1863. Er nahm zwischen 1864 und 1866 an den Soester Konferenzen teil, die das Ziel hatten, eine katholische Partei zu gründen. Dies geschah 1870 mit der Gründung der Zentrumspartei.